# جيرهارد كروغر (أستاذ جامعي)
جيرهارد كروغر (بالألمانية: Gerhard Krüger)‏ هو فيلسوف ألماني، ولد في 30 يناير 1902 في برلين في ألمانيا، وتوفي في 14 فبراير 1972 في بادن بادن في ألمانيا.

## وصلات خارجية
- جيرهارد كروغر على موقع مونزينجر (الألمانية)